# Лоссаталь
Лоссаталь (нем. Lossatal) — община в немецкой федеральной земле Саксония. Подчинена району Лейпциг одноимённого административного округа.
Община, расположенная к востоку от Лейпцига и к северо-востоку от Вурцена, была создана 1 января 2012 года путём объединения прежде самостоятельных общин Фалькенхайн и Хобург, и получила своё название от одноимённой реки, протекающей по её территории.
Община состоит из 17 посёлков:
| - Вачвиц - Гросчепа - Дорнрайхенбах - Кёрлиц - Кляйнчепа - Кюнич - Люптиц - Марк Шёнштедт - Мельтевиц | - Мюгленц - Тамменхайн - Фалькенхайн - Фогтсхайн - Фраувальде - Хейда - Хобург - Чорна |

Административный центр общины находится в Фалькенхайне.
На 31 декабря 2015 года население Лоссаталя составило 6064 человека.

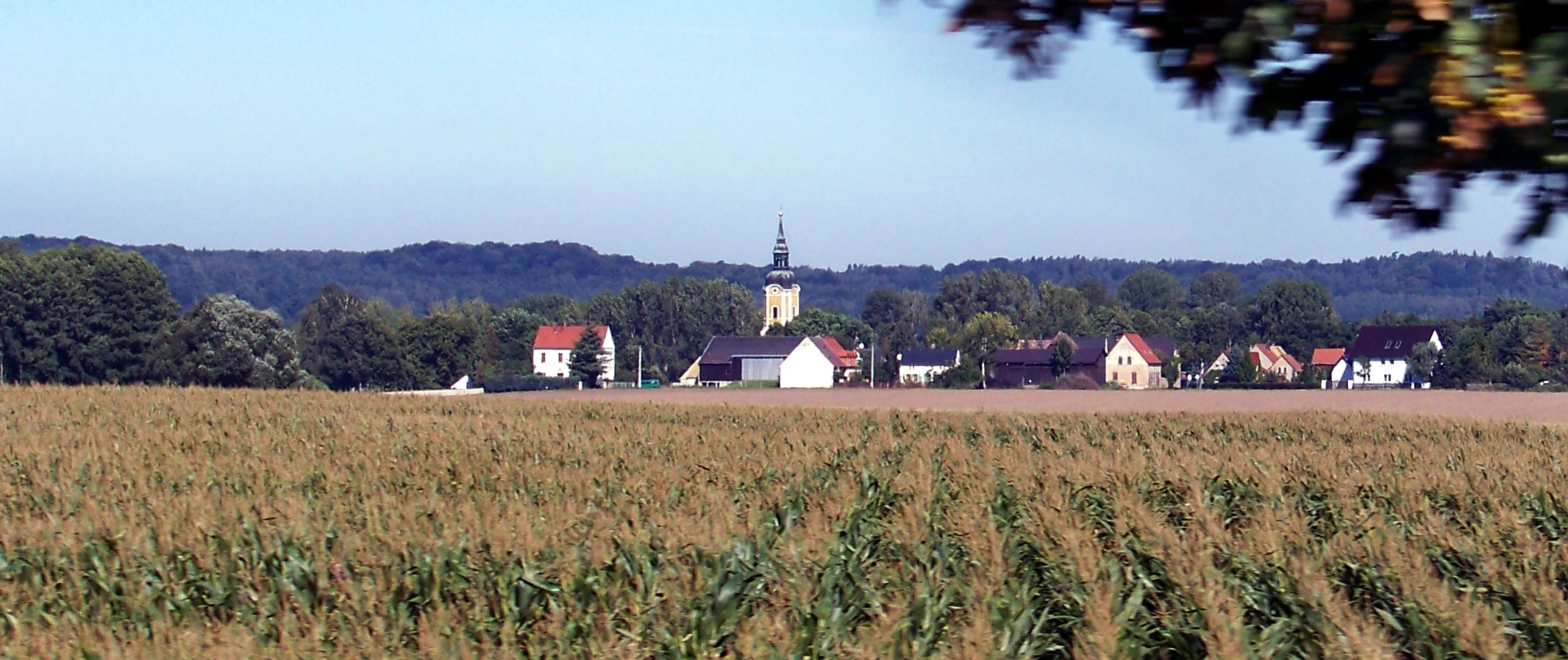
Общий вид на Мюгленц
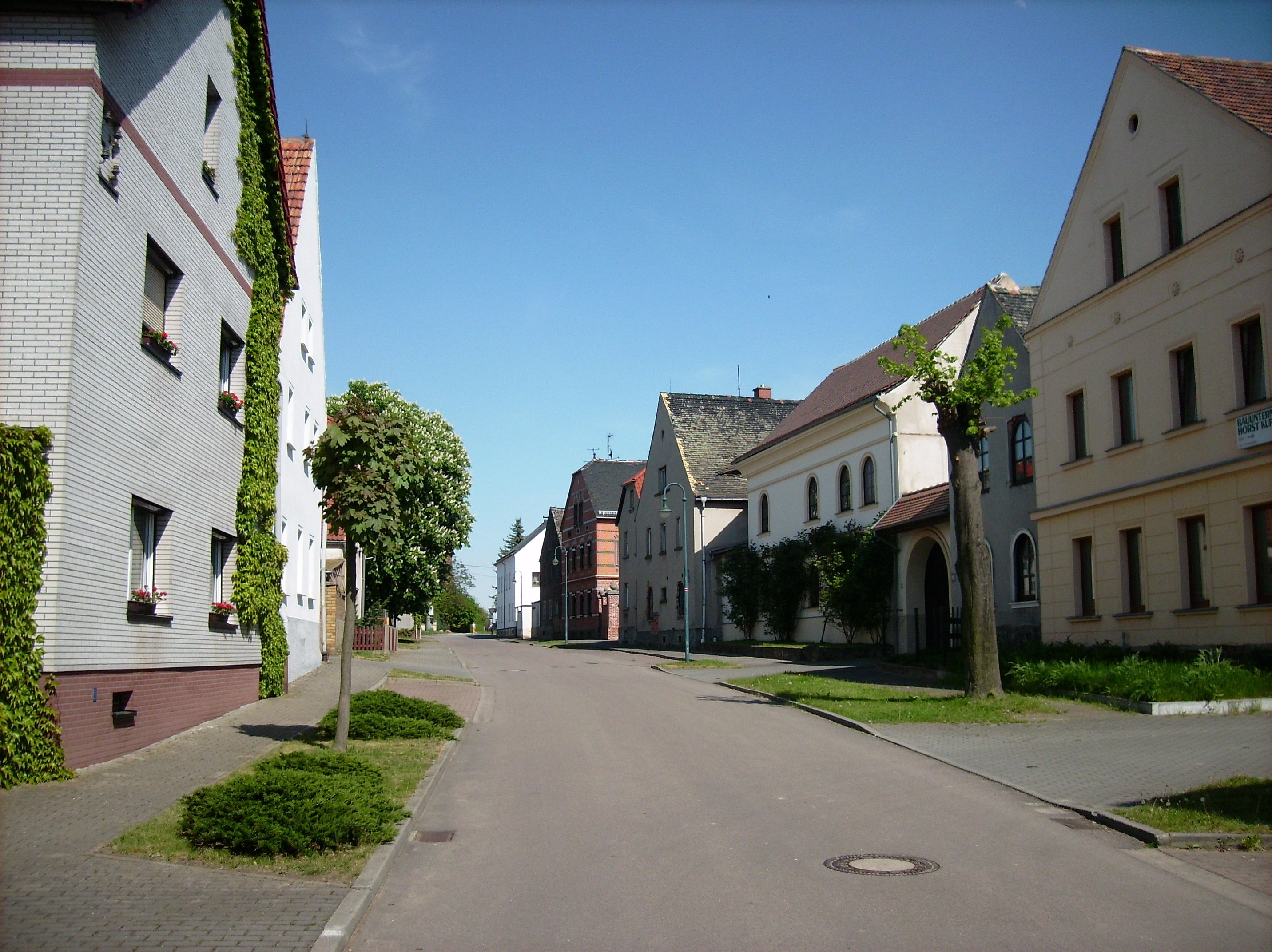
Улица в Кёрлице
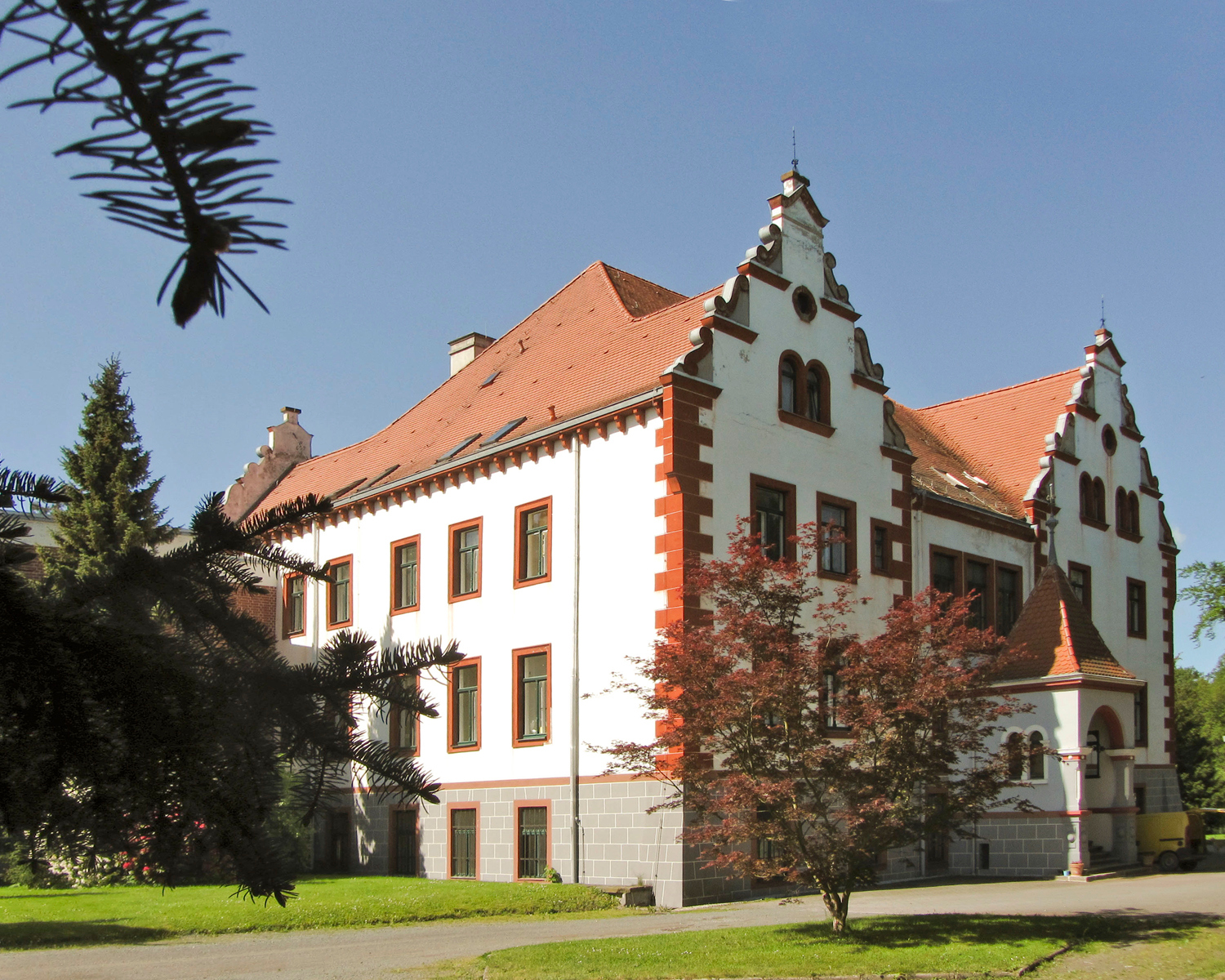
Усадьба в Тамменхайне
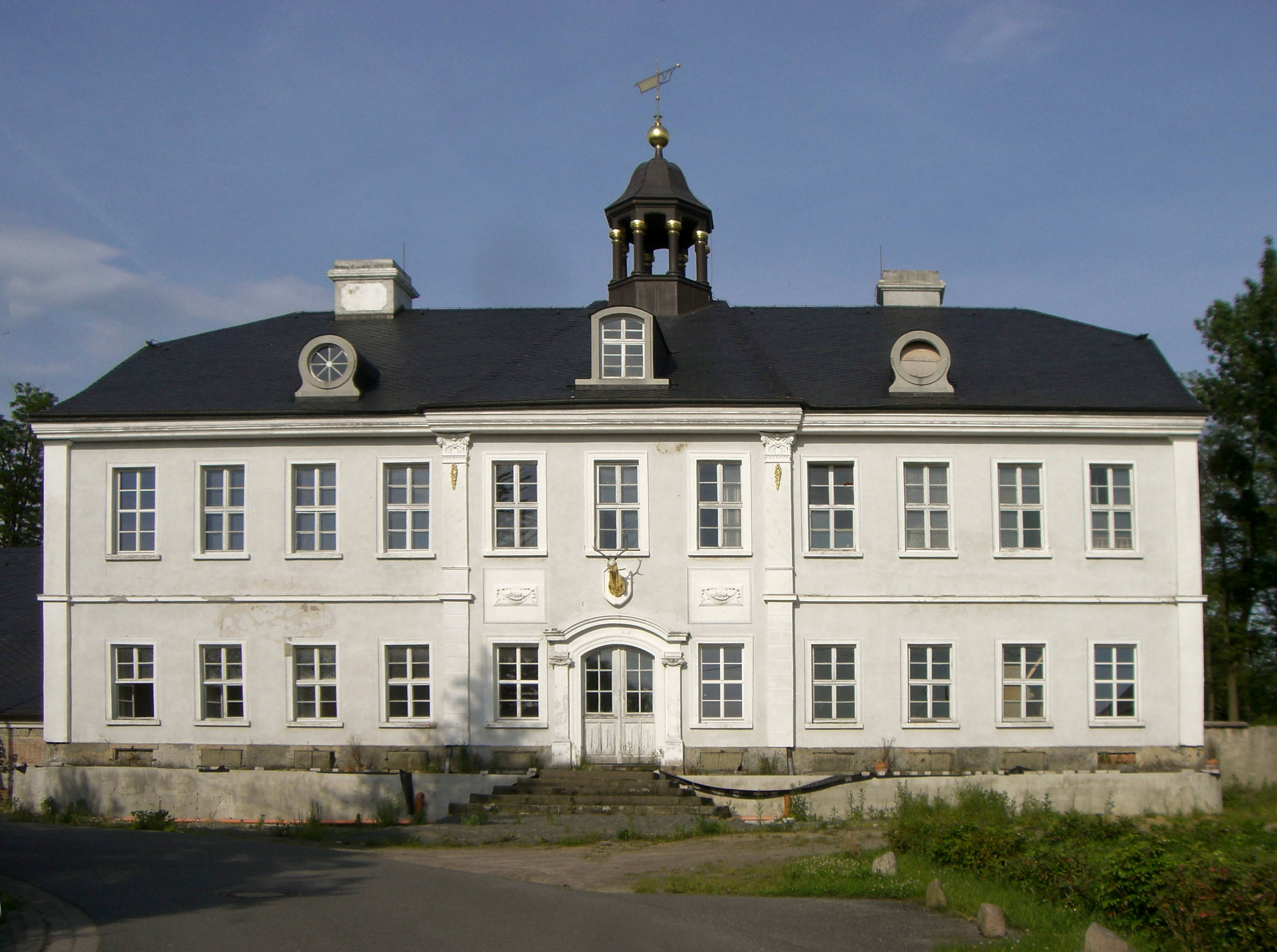
Усадьба в Фогтсхайне
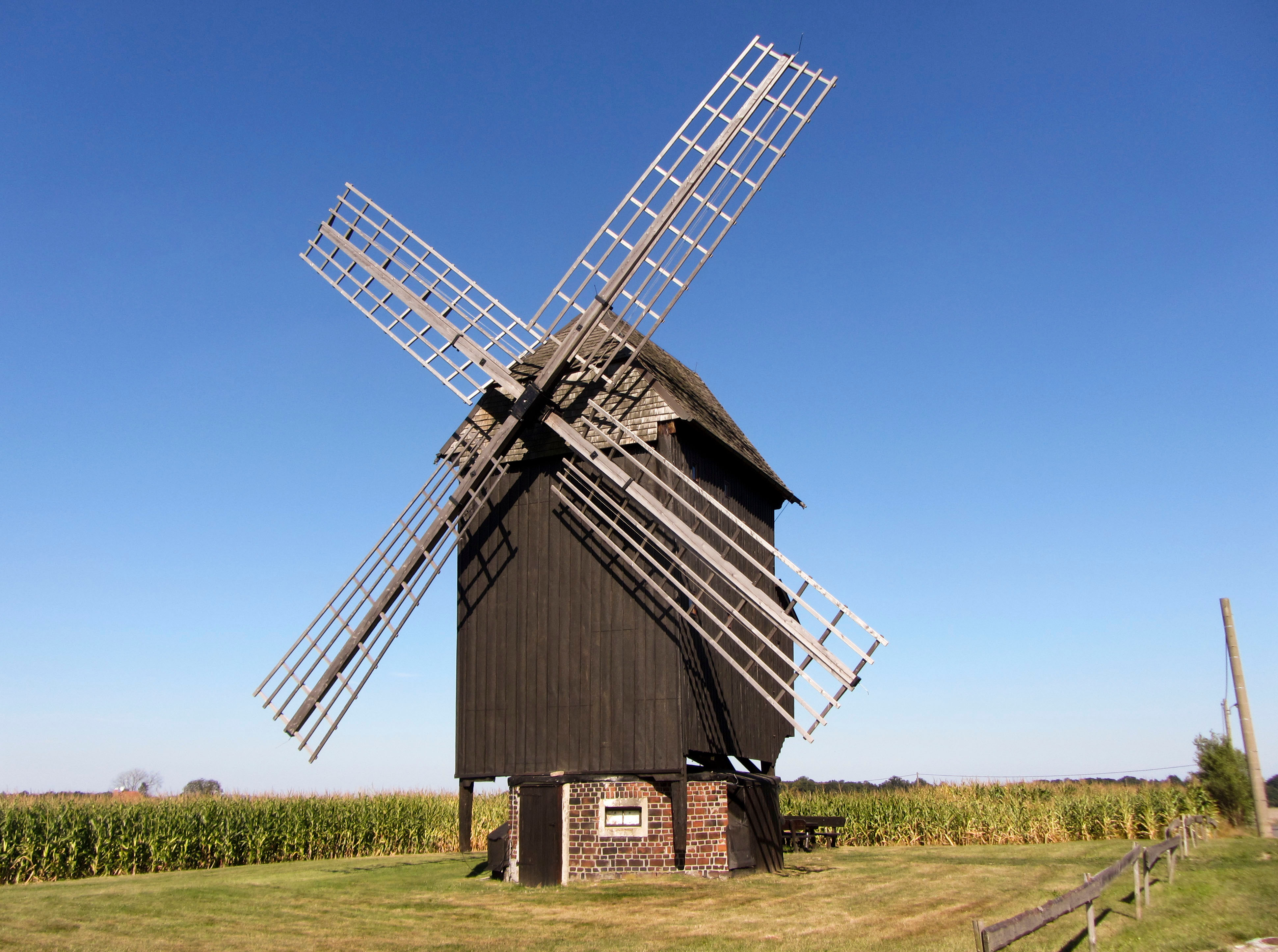
Мельница в Кюниче

### Известные жители
- Иоганн Кристиан Гёце (1692—1749) — библиотекарь, теолог; родился в Хобурге. В 1739 году приобрёл Дрезденский кодекс, который безуспешно пытался перевести.
- Хольгер Поланд (род. 1963) — немецкий легкоатлет; родился в Дорнрайхенбахе.